# کرمه
الکَرمه (به عربی: الکرمة)، که کَرمه یا گَرمه هم گفته می‌شود، شهری در مرکز عراق است که در ۱۶ کیلومتری شمال شرق فلوجه در استان انبار واقع شده‌است.

## خصوصیات
الکرمة ۹۵٫۰۰۰ نفر جمعیت دارد.